# Batalla de Kilmacrennan
La batalla de Kilmacrennan fue una escaramuza luchada cerca de Kilmacrennan, Condado de Donegal, en 1608 durante la Rebelión de O'Doherty. Sir Cahir O'Doherty era un partidario tradicional de la Corona cuyo trato a manos de los funcionarios locales lo había llevado a lanzar una rebelión en la que se había apoderado de la guarnición de Derry, matando a su enemigo George Paulet. O'Doherty sublevó a las fuerzas locales y posiblemente esperaba negociar un acuerdo con el gobierno, como había sido común con los líderes de las rebeliones anteriores.
Sin embargo, el lord teniente en Dublín, Arthur Chichester, respondió rápidamente y envió refuerzos al área bajo el mando de Richard Wingfield. Eran una mezcla de soldados profesionales del Ejército Real Irlandés y guerreros celtas aliados al gobierno. Se encontraron con los rebeldes en Kilmacrennan y O'Doherty fue asesinado por un disparo de mosquete en la cabeza. La moral de sus tropas se derrumbó y huyeron del campo. Una recompensa de £ 500 se le había puesto a la cabeza de O'Doherty y, aunque existen varias leyendas extravagantes sobre el destino de su cabeza cortada, el gobierno de Dublín otorgó la recompensa al soldado de infantería John Trendor. Con la muerte de O'Doherty, la rebelión rápidamente colapsó, y las fuerzas finales se retiraron a la isla Tory, donde fueron sitiadas con éxito.